# Orphen: Scion of Sorcery
Orphen: Scion of Sorcery è un videogioco di ruolo sviluppato da Shade e pubblicato nel 2000 da Kadokawa Shoten per PlayStation 2. Distribuito in America Settentrionale e Europa da Activision, il gioco, titolato Sorcerous Stabber Orphen in Giappone, è basato sulla light novel Majutsushi Orphen.

## Accoglienza
Titolo di lancio della console Sony, il gioco ha ricevuto un punteggio Metacritic di 54, tra i più bassi mai ottenuti per un gioco pubblicato su PlayStation.